# جورج روبرتسون (لاعب هوكي الجليد)
جورج روبرتسون هو لاعب هوكي الجليد كندي، ولد في 11 مايو 1927 في وينيبيغ في كندا.

## وصلات خارجية
- جورج روبرتسون على موقع دوري الهوكي الوطني (الإنجليزية)
- جورج روبرتسون على موقع قاعة مشاهير الهوكي (لاعب أن.إتش.أل) (الإنجليزية)
- جورج روبرتسون على موقع EliteProspects.com (الإنجليزية)
- جورج روبرتسون على موقع HockeyDB.com (الإنجليزية)
- جورج روبرتسون على موقع Hockey-Reference.com (الإنجليزية)